# Стенлі Десер
Стенлі Десер (англ. Stanley Deser; 19 березня 1931, Рівне — 21 квітня 2023, Пасадіна, Каліфорнія) — американський фізик, відомий своїми внесками до загальної теорії відносності. Зараз він є емерит Анчелл професор фізики в Університеті Брандейс в штаті Уолтем, штат Массачусетс і старший науковий співробітник Каліфорнійського технологічного інституту.

## Біографія
Десер здобув ступінь бакалавра в 1949 році в Бруклінському коледжі в Нью-Йорку та здобув ступінь магістра в 1950 році в Гарвардському університеті, де також здобув докторський ступінь у 1953 році статті «Релятивістська взаємодія двох тіл». З 1953 по 1955 рік він працював в Інституті підвищення кваліфікації в Принстоні. Він працював в інституті Ніллес-Бора з 1955 по 1957 рр., А також викладав у Гарвардському університеті з 1957 по 1958 рр. Він був запрошеним професором у Сорбонні протягом 1966-7 і 1971-2, провів приїзну професора в коледжі All Souls в Оксфорді в 1977 р., а також Лев Лексури в Гарварді в 1975 р.
У контексті загальної теорії відносності, він розробив, з Річардом Арновіттом і Чарльзом Мізнером, в формалізму АДМ, грубо кажучи, спосіб опису простору — часу в просторі розвивається в час, що дозволяє теоретично переробці Ейнштейна з точкою зору більш загального формалізму Використовується в фізиці для опису динамічних систем, а саме гамільтонового формалізму. У рамках цього формалізму існує також прямий спосіб визначити в глобальному масштабі такі величини як енергія або, рівноцінно, маса (так звана маса / енергія АДМ), який, за загальною теорією відносності, взагалі не є тривіальним. З L. Abbott, Deser розширив поняття енергії для гравітації з космологічною постійною. І з Клаудіо Тейтельбойм він показав, що супергравітація має позитивну енергію.
Інший з дослідницьких інтересів Десера — коваріантна квантова гравітація. Дезер застосував новий формалізм коваріантної квантової теорії поля, розроблений Жерардом Хофтом і Мартюсом Вельтманом на початку 1970-х років. З Пітером ван Ньювенхуазен він продемонстрував неперенормованість однієї петлі загальної теорії відносності плюс електромагнетизм, плюс Янг-Міллс, плюс Дірек-Ферміон і плюс космологічна константа. Очевидний тупик, виявлений цими зусиллями, частково подолано в 1976 році, після яскраво незалежного підходу від сучасної роботи Даніеля Фрідмана, Серхіо Феррари та Пітера ван Найувенхуазена, коли Десер іБруно Зуміно продемонстрував, що до загальної теорії відносності можна додати поле обертання 3/2 для створення послідовної локально суперсиметричної теорії, яка називається супергравітацією.
У 1994 році Дезер разом з Арновіттом і Міснером отримав премію Дані Хайнеман за математичну фізику. Він разом з Місером виграв медаль «Ейнштейн» у 2015 році. Він був Гуггенхаймом і співробітником Фулбрайта, отримав почесні докторські студії зі Стокгольмського університету (1978 р.) Та Інститут технологій Чалмерса (2001 р.), І є членом Американської академії мистецтв та наук та Національної академії США наук. У 2004 році в його честі була відзначена конференція в Анн-Арбор, штат Мічиган.
Конференція на честь Стенлі Дезера та співробітників ADM була проведена в листопаді 2009 року в Техаському університеті A & M на 50-ї роковини їх дослідження.